# True Love Waits
«True Love Waits» (en català, L'amor vertader espera) és una cançó de la banda de rock anglesa Radiohead. Estrenada en directe el 1995, avui dia ha aparegut a dos àlbums: una versió enregistrada en directe a I Might Be Wrong: Live Recordings (2001) i una versió d'estudi a A Moon Shaped Pool (2016). La versió que apareix a I Might Be Wrong és una balada acústica tocada en directe pel cantant Thom Yorke a Oslo; la versió de A Moon Shaped Pool substitueix la guitarra acústica per un piano de cua i és més minimalista. La lletra de la cançó narra la recerca de l'amor vertader de l'autor i el «simple desig de no estar sol».
Radiohead va estrenar la cançó al desembre de 1995 durant la gira del seu segon àlbum, The Bends. Els arranjaments inicials constaven d'una guitarra acústica tocada per Yorke acompanyat per una melodia de teclat. Va ser interpretada en diverses ocasions en successives gires esdevenint una de les favorites pels seus seguidors, i també una de les més conegudes de les seves cançons no publicades. Van enregistrar una versió pel seu tercer àlbum, OK Computer (1997), però va ser descartada. Aquest procés es va repetir en successius treballs, durant anys els membres del grup no aconseguien arranjar una versió d'estudi de «True Love Waits» que els resultés convincent i Yorke i el productor del grup Nigel Godrich expressaren reiteradament l'enuig que els provocava la versió en directe. Finalment, 21 anys després de la seva estrena n'inclogueren una versió renovada al seu novè àlbum d'estudi, que segons la Rolling Stone va «valer l'espera».
La cançó ha estat ben rebuda per seguidors i crítics i és una preferida entre els fans.